# Pic Coolidge
El Pic Coolidge (3.774 m s. n. m.) es una montaña de los Alpes del Delfinado en el macizo des Écrins. Toma su nombre de William Auguste Coolidge que fue el primero en subirlo el 14 de julio de 1877 con Christian y Ulrich Almer.

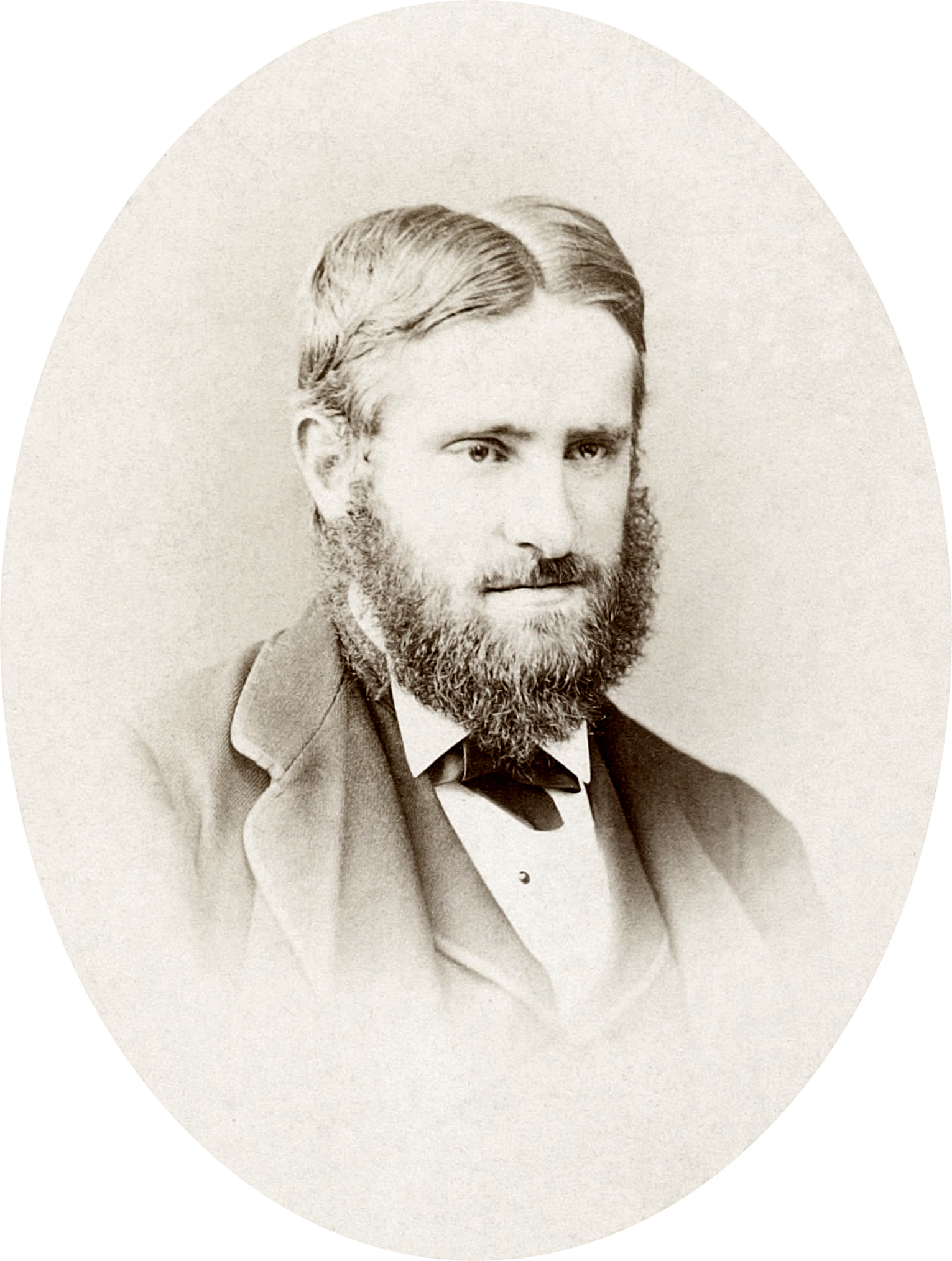
William Augustus Brevoort Coolidge

El ascenso, fácil para alpinistas preparados, es muy interesante y aconsejable. Desde el cómodo refugio Temple-Écrins, se sale de noche y un ascenso por pedreras conducen al pequeño glaciar del Col de la Temple. Desde allí arranca la larga crestería rocosa (numerosos pasos de I y II grados), que va a dar a una llanura nevada. Desde aquí se enfrenta a una ladera con nieve hasta la arista de la cumbre, breve, horizontal y muy panorámica.
A partir del collado de la Temple la vista se abre sobre la severa cuenca de Ailefroide, luego sobre la cima se alcanza la Barre des Écrins, componienzo un espléndido cuadro de alta montaña.

## Clasificación SOIUSA
Según la clasificación SOIUSA, el Pic Coolidge pertenece:
- Gran parte: Alpes occidentales
- Gran sector: Alpes del sudoeste
- Sección: Alpes del Delfinado
- Subsección: Macizo des Écrins
- Supergrupo: Cadena Écrins-Grande Ruine-Agneaux
- Grupo: Grupo de los Écrins
- Código: I/A-5.III-A.5